# Бондарівський болотний масив
Бондарівське боло́то — гідрологічний заказник місцевого значення Козелецького району Чернігівської области. Займає 1300 гектар. Болото, згідно з класифікацією геоморфологічних типів боліт, належить до долинних, що в цілому найбільш поширеними є на Лівобережному Поліссі, зокрема в придніпровській частині.

## Загальна характеристика
Долинні болота займають нерідко на ширину долини на більшому чи меншому її протязі. Характерним для них вважається відсутність сучасного русла або протікає в торфових берегах, іноді русло річки з'являється в пониззі долини, як це має місце на Бондарівському болоті.
Це досить великий болотний масив, що розміщується в долині річки Меша (Міша), яка на більшій частині не має русла, русло проявляється в нижній частині масиву. Болотний масив є досить обводненим. Своєрідний характер обводнення обумовлений насипами — грейдерами, які прокладались через болото у декількох місцях, саме біля них утворились найбільш обводнені ділянки, а самі «грейдери» слугують просуванням по них лісових видів, особливо обхідних, таких як Epipactis helleborine (L.) Crantz, (коручка чемерникоподібна), Platanthera bifolia (L.) Rich. (любка дволиста), Listera ovata (L.) R. Br. (зозулині сльози яйцеподібні), які місцями утворюють чисельні популяції.

## Трав'яні болота
Найбільші площі на Бондарівському болоті займають трав'яні болота, осокові та осоково-гіпнові.

### Осокові болота
Серед осокових ценозів на Бондарівському болоті значні площі займають омськоосокові угруповання. Це досить обводнені ділянки, купини Carex omskiana (Carex elata All.) (осока омська (о. висока)) досить високі, а міжкупинні зниження обводнені, часом в них переважає Menyanthes trifoliata L. (бобівник трилистий). На деяких ділянках цих боліт розріджено, зростає Phragmites australis (Cav.) Trin. ex Steud. (очерет звичайний). Відмічені також ділянки де осока омська співдомінує з Carex appropinquata Schum. (осока зближена). Такі ділянки відмічені неподалік с. Отрохи. У міжкочкарних зниженнях Caltha palustris L. (калюжниця болотна), Hottonia palustris L. (плавушник болотний), Equisetum fluviatile L. (хвощ річковий), Ranunculus lingua L. (жовтець язичковий), Menyanthes trifoliata, останній вид на деяких ділянках виступає співдомінантом. На обводнених локальних ділянках серед осокових ценозів угруповання утворює регіонально рідкісний вид — Hippuris vulgaris L. (H.lanceolata L.) (водяна сосонка звичайна (в.с. ланцетолиста)).
Характерними є ділянки осокових боліт з переважанням Carex diandra Schrank (осока двотичинкова). Це відкриті болота з розрідженим ярусом Salix cinerea L. (верба попеляста), поодиноко зустрічається Viburnum lantana L. (калина гнучка (к. цілолиста, гордовина)). Співдомінантом в таких ценозах місцями виступає болотна папороть Thelypteris palustris Schott (теліптеріс болотний), а на більш обводнених ділянках Menyanthes trifoliata, в обводнених зниженнях — Hottonia palustris.
Різноманітність осокових угруповань болота Бондарівське доповнюють ценози з переважанням Carex rostrata Stokes (осока здута). Ці ділянки добре виділяються в рослинному покриві сизим аспектом, що створює ця осока, як правило, це відкриті ділянки з поодинокими кущами Salix cinerea.
Співдомінантом в таких ценозах часто виступає Comarum palustre L. (Potentilla palustris (L.) Scop.) (вовче тіло болотне (перстач болотний)). У складі флористичного ядра відмічені такі види, як Carex vesicaria L. (осока пухирчаста), Iris pseudacorus L. (півники болотні), Galium palustre L. (підмаренник болотний), Rumex aquaticus L. (щавель водяний), Eriophorum angustipholium Honck. (E.polystachion L.) (пухівка вузьколиста (Пухівка багатоколоскова)). Серед зелених мохів, що утворюють покриття до 10% переважає Calliergonella cespidata.
Характерними на Бондарівському болоті є угруповання Carex diandra Schrank (осока двотичинкова) менше відмічені угруповання Carex juncella (Fr.) Th. Fr. (осока ситничковидна). Флористичне ядро в них утворюють типові гідрофільні види — Equisetum fluviatile, Ranunculus lingua, Caltha palustris. В одному із таких угруповань, в прилеглій до суходола смузі виявлений рідкісний вид парку в цілому вид — Carex chordorrhiza Ehrh. (осока тонкокореневищна) (Червона книга України).
Невеликі площі в центральній частині болота займають угруповання Carex disticha Huds. (осока дворядна), на міжкочкарних зниженнях переважає хвощ річковий.
Відміченні угруповання Carex acuta L. Особливу цінність становлять виявлені на болоті осокові угруповання, утворенні регіонально рідкісним видом Carex disticha, відмічені біля одного із грейдерів в центральній частині болота.

### Хвощові угруповання
Серед трав'яних ценозів Бондарівського болота характерними є хвощові угруповання. Це відкриті, місцями обводнені ділянки з переважанням в травостої Equisetum fluviatile, покриття якого досягає до 60%. Значну домішку у травостої становлять такі види, як Carex vesicaria L. (осока пухирчаста), Ranunculus lingua, Comarum palustre, а по краям Bidens tripartita L. (череда трироздільна), Agrostis stolonifera L. (польовиця повзуча). У моховому покриві, при загальному покритті 30%, переважає Drepanochadus aduncus.

### Високотравні болота
Високотравні болотні угруповання на болоті Бондарівське виявлені по краях грейдерів та місцями на обводнених ділянках по периферії боліт. Вони характеризуються досить високим ярусом Phragmites australis (Cav.) Trin. ex Steud. (Очерет звичайний), який створює покриття 30%. Основу другого ярусу утворюють осока гостра Carex acuta, Carex juncella (Fr.) Th. Fr. (Осока ситничковидна), по периферії — Carex nigra (L.) Reichard (Осока чорна). Серед болотного різнотрав'я часть співдомінантом виступає Menyanthes trifoliata L. (Бобівник трилистий) із значною домішкою вовчого тіла болотного Comarum palustre. Флористичне ядро утворюють типові види — Galium palustre L. (Підмаренник болотний), Ranunculus lingua (Жовтець язиколистий), Poa palustris L. (Тонконіг болотний), Stellaria palustris Retz. (Зірочник болотний), Epilobium palustre L. (Зніт болотний), Naumburgia thyrsiflora (L.) Rchb. (Кизляк китицецвітий). На ділянках де обводнення не значне добре виявлений моховий покрив із зелених мохів, що створюють місцями покриття до 60%. Саме в таких ценозах по краям відмічена лучно-болотна орхідея Dactylorhiza incarnata (L.) Soó (зозульки м'ясочервоні (пальчатокорінник м'ясочервоний)).
Невеликі площі серед високо травних угруповань займають ценози Typha latifolia L. (Рогіз широколистий).
У нижній частині болотного масиву, де місцями видно русло розміщуються угруповання Glyceria maxima (C.Hartm.) Holub (лепешняк великий), характерними тут є куртини Schoenoplectus lacustris (L.) Palla (схеноплект озерний (комиш озерний)). Флористичне ядро утворюють типові гідрофільні види — Iris pseudacorus, Naumburgia thyrsiflora.

## Чагарникові болота
Чагарникові болота є характерними на Бондарівському масиві. Найбільші площі займають угруповання Salix cinerea з розрідженим очеретом та осоками. Серед інших верб наявні Salix myrsinifolia Salisb. (S. nigricans Smith.) (верба мирзинолистна (в. чорніюча), по краях Salix rosmarinifolia L. (верба розмаринолиста).

## Лісові болота
Лісові болота Бондарівського болотного масиву представлені чорновільшняками різноманітними за ценотичним складом.
Чорновільшняки розміщуються невеликими смугами біля болотного масиву. Переважають чорновільшняки кропивні, які характеризуються добре розвиненим деревним ярусом і одноманітним трав'яним покривом, без диференціації на зниження і підвищення біля стовбурів. В ярусі підліску, часто розрідженому, склад порід доволі різноманітний: тут зростають Euonymus europaea L. (бруслина європейська), Rubus idaeus L. (малина), Rubus caesius L. (ожина), Sambucus nigra L. (бузина чорна). У травостої, крім домінанти, значну домішку утворюють такі види, як Athyrium filix-femina (L.) Roth (безщитник жіночий), а також місцями Impatiens parviflora DC. (розрив-трава дрібноквіткова) та Impatiens noli-tangere L. (розрив-трава звичайна), постійними компонентами є гідрофільні болотні види — Carex acutiformis Ehrh. (осока гостроподібна), Iris pseudacorus, Geum rivale L. (гравілат річковий), Filipendula ulmaria (L.) Maxim. (гадючник в'язолистий).

## Луки
Це місцями досить широкі смуги між болотом та прилеглим лісом, який з усіх боків оточує Бондарівське болото. Своєрідність ценозів та флористичні особливості цих угруповань значно збагачують різноманітність рослинного покриву болотного масиву. У залежності від обводненості склад флористичного ядра в цих ценозах варіює.
Основним домінантом таких лук є Carex nigra (L.) Reichard (осока чорна) та Carex panicea L. (осока просяна), які створюють покриття до 40%. Характерними в таких ценозах є лучні злаки такі як Festuca pratensis Huds. (костриця лучна), Anthoxanthum odoratum L. (пахуча трава звичайна), Holcus latanus L. (медова трава шерстиста), Poa pratensis L. (тонконіг лучний), але угруповань вони тут не утворюють. Серед різнотрав'я тут зростають такі лучні види як: Coronaria flox-cuculi (L.) A. Br. (зозулиний цвіт звичайний), Achillea millefolium Klokov et Krytzka (деревій майже звичайний), Trifolium pratense L. (конюшина лучна), Teucrium chamaedrys L. (самосил гайовий), Plantago lanceolata L. (подорожник ланцетний), Rumex acetosa L. (щавель кислий), Geum rivale L. (гравілат річковий), Potentilla anserina L. (перстач гусячий), Potentilla erecta (L.) Raeusch. (перстач прямостоячий).
На більш зволожених ділянках розсіяно зростають більш гідрофільні осоки, поодиноко відмічені купини Carex diandra, Carex juncella (Fr.) Th. Fr. (осока ситничковидна).
Особливу наукову цінність такі ділянки становлять як природні екосистеми де зосереджені великі популяції рідкісних видів. У першу чергу саме в таких екотопах виявлені чисельні популяції лучно-болотної орхідеї Dactylorhiza incarnata, менше Dactylorhiza majalis (Rchb.) P.F.Hunnt et Summerhayes (зозульки травневі (пальчатокорінник травневий)), Iris sibirica. Екотоне розміщення таких екосистем сприяє поширенню такої лісової орхідеї як Platanthera bifolia (L.) Rich. (любка дволиста), яка місцями розсіяно зустрічається на таких луках, має добру життєвість і тенденцію до поширення. Серед регіонально рідкісних видів в таких екотопах відмічені Ophioglossum vulgatum L. (вужачка звичайна), Parnassia palustris L. (білозір болотний), ближче до обводнених ділянок осокових боліт великі куртини утворює Valerina officinalis L. (валеріана лікарська).